# Eurya luchunensis
Eurya luchunensis là một loài thực vật có hoa trong họ Pentaphylacaceae. Loài này được J.H.Wang & H.Wang mô tả khoa học đầu tiên năm 2005.